# 阿方索·德·阿尔布克尔克
阿方索·德·阿尔布克尔克（葡萄牙語：Afonso de Albuquerque，葡萄牙語發音：[ɐˈfõsu ði alβuˈkɛɾkɨ]；1453年—1515年12月16日），有时称为“东方凯撒”、“海上雄狮”和“葡萄牙战神”，是一位葡萄牙贵族，海军将领，其军事和政治活动形成了在印度洋的葡萄牙殖民帝国。通常认为他是依靠成功的策略征服世界的军事天才。他在去世前不久被葡萄牙国王曼努埃尔一世授予第一位“果阿公爵”的称号，成为第一位并非出身王室的葡萄牙公爵，和第一个葡萄牙海外领地的贵族头衔。他试图控制所有从印度洋通往大西洋、红海、波斯湾、太平洋的海军航线，将其由土耳其帝国及其穆斯林与印度人盟友的“内海”，变成葡萄牙人的“内海”（拉丁语：Mare Nostrum）
。

## 家族名
其家族名“德·阿尔布克尔克”（de Albuquerque）来自西班牙埃斯特雷马杜拉巴达霍斯省的小村庄阿尔武尔克尔克（Alburquerque），距葡萄牙边境仅24km。在拼写上“阿尔布克尔克”（Albuquerque）要少一个“r”，历史学家一般认为这是因为这样发音更方便。该名字来自拉丁语的（“白栎树”），即西班牙栓皮栎，因为剥下树皮后是白色。

## 早年
1453年，阿爾布克爾克生於葡萄牙首都里斯本附近的阿尔汉德拉。他的父亲具有葡萄牙王室的远支私生子的血统，在葡萄牙宫廷中谋得一个重要职位。阿爾布克爾克在宫廷里接受数学和古典拉丁文的教育，在国王阿方索五世去世后，前往摩洛哥西北角的艾西拉任职一段时间。回国以后被任命为若昂二世的首席侍从官（estribeiro-mor）。

## 到东方探险

### 第一次探险，1503-1504年
1503年，年已半百的阿爾布克爾克开始了他的第一次东方探险航行，他和堂兄弗朗西斯科·德·阿尔布克尔克一起，绕过好望角，到达印度。他由于帮助柯钦國王稳定了政权，而获准在当地建立一个葡萄牙堡垒（贸易站），奠定了葡萄牙东方帝国的基础。

### 在波斯湾和马拉巴尔的军事行动，1504-1508年
1504年7月，阿爾布克爾克回到葡萄牙，受到葡萄牙国王曼努埃尔一世的款待，并且在1506年派遣特里斯唐·达·库尼亚指挥的16艘战舰的舰队前往印度时，任命他担任其中5艘战舰的指挥。他们对非洲东海岸的阿拉伯城市进行了一系列成功的袭击，后来阿爾布克爾克与特里斯唐分开，带领他的舰队前往当时东方主要的商业中心之一，波斯湾中的霍尔木兹岛。1507年9月25日，他们到达那里，迅速地获得了岛屿的所有权，不过未能长期占有。但是他在霍尔木兹岛上建起了葡萄牙城堡。
他的舰队又增加了3艘船，最后在1508年末到达马拉巴尔海岸。立刻，他就获悉国王已经授权他取代总督法蘭西斯科·德·亞美達的任命。不过，后者拒绝承认他的委任状，并将他投入狱中。在被监禁3个月后，1509年11月，葡萄牙元帅堂费尔南多·科蒂尼奥率领庞大舰队来到时，才被释放。
法蘭西斯科·德·亞美達卸任以后，阿爾布克爾克迅速显示出他的能力和果断的性格。从这时起，他一直占据第二任“印度地方总督”的职位，直到去世为止。

### 在果阿和马六甲的军事行动，1510-1511年

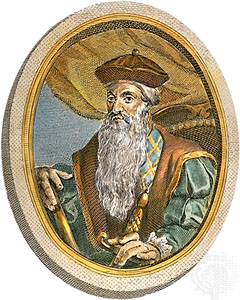
阿爾布克爾克

阿爾布克爾克打算支配穆斯林世界，并控制香料贸易网。1510年1月，他对卡利卡特（今科泽科德）的进攻遭到失败，总司令也身负重伤，于是转而投资并夺取果阿。在第一次占领果阿时，阿爾布克爾克发现自己无法控制该城，于是在8月将其放弃，但是在11月得到增援后，他获得了对该城无可置疑的占有。
1511年4月，他率领1200人，17或18艘船的兵力，从果阿航行前往马六甲。经过整个7月的激烈战斗，在1511年8月24日，他征服了马六甲（滿剌加蘇丹國），於此處建立了法摩沙城堡。阿爾布克爾克在马六甲一直逗留到1511年11月，防备马来人的反击。他下令屠杀所有的穆斯林以减少宗教分歧，以此迫使印度教徒和穆斯林皈依基督教。他还下令第一艘葡萄牙船只向东航行寻找马鲁古群岛的“香料群岛”。

### 多方面的军事行动，1512-1515年
1512年，阿爾布克爾克沿着马拉巴尔海岸航行时，途中遇到暴风袭击，用来运送他所聚敛的战利品财宝的“海洋之花”号失事，他本人也仅仅得以逃生。同年9月他抵达果阿，在那里他迅速地镇压了Idalcan的严重叛乱，并采取措施保证该城的安全与和平，使其成为印度最为繁荣的一个葡萄牙殖民地。有一段时间，阿爾布克爾克根据本国政府的命令到红海进行一次远征，以确保交通路线专属于葡萄牙。因此他在1513年围攻亚丁，但是被击退了；因此欧洲舰队第一次的红海航行未能取得实质性的成果。为了摧毁埃及的力量，据说他设想要改变尼罗河的流向，以使该国变为不毛之地。他采取的最后一个好战行动是在1515年第二次袭击霍尔木兹。该岛未经抵抗就向他屈服，并且一直被葡萄牙占领，直到1622年。也许最有趣的是，他计划偷走穆罕默德的尸体，以迫使所有穆斯林离开巴勒斯坦。 

### 中国探险，1513年

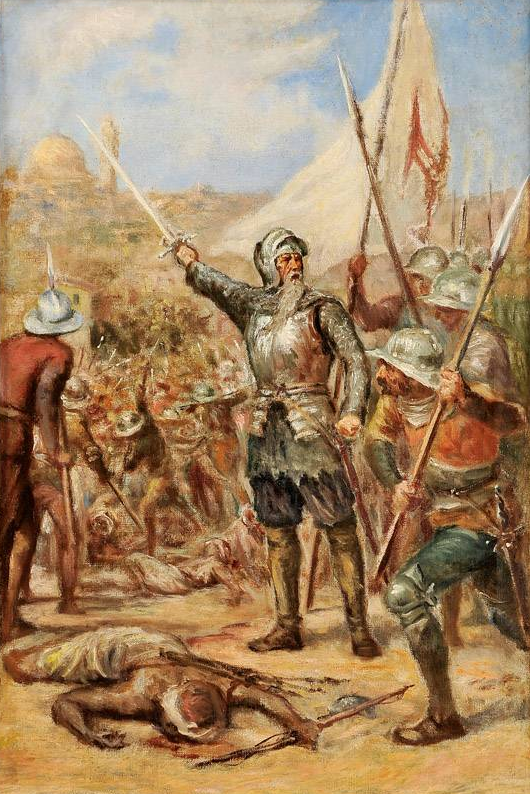
1511年，阿爾布克爾克征服马六甲王国的艺术画作

1513年初，阿爾布克爾克派遣歐維士的航行，发现了华南珠江三角洲的伶仃岛（Lintin Island ），不久后阿爾布克爾克派遣拉斐尔·佩雷斯特雷洛到华南，寻求与明朝建立贸易关系。在1513年和1515–1516年，拉斐爾·佩雷斯特雷洛两度从葡属马六甲航行到广州，与中国商人进行贸易。这些冒险，连同皮莱资（Tomé Pires）和费尔南·安德拉德的冒险，是欧洲与中国第一次直接的外交和商业联系。不过，1521年4月19日，正德帝驾崩，朝廷里的保守派寻求限制宦官的影响，拒绝了新来的葡萄牙使节，与葡萄牙人在屯门附近进行海战，被中国扣留的皮莱资被迫写信到马六甲说，除非葡萄牙人放弃对马六甲的控制，交还给被废黜的国王（从前明朝的藩属国），他和其他使节才会从中国监狱释放出来。 不过，到1540年代，中葡关系再度正常化，并且在1557年，得到明朝朝廷的许可，在华南的澳门建立起一个永久性基地。

## 晚年失势

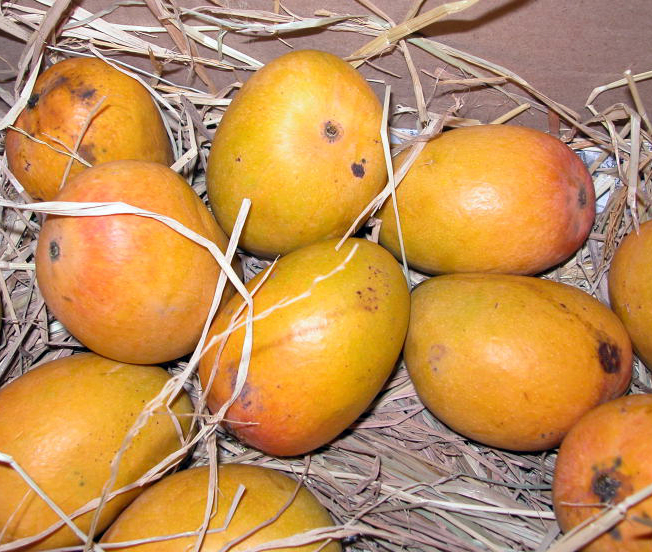
阿方索芒果

阿爾布克爾克一生的结局是悲剧性的。他在葡萄牙宫廷里的几个敌人不失时机地激起国王曼努埃尔一世对他的嫉妒，而他本人在一些场合的不明智和武断的行为更加深了这一点。在他从霍尔木兹返航时，在果阿海港的入口处，他遇见一艘来自葡萄牙的船只，宣布他的总督职位已被自己的敌人洛波·苏亚雷斯·德·阿尔贝加里亚所取代。这个打击对他实在太大，1515年12月16日，他在海上愤然离世，然而就在1516年三月，在阿尔布克尔克死讯送回印度前，曼努埃尔一世致信阿尔布克尔克，希望他留任印度总督，可这封信来得太迟了。
在去世前，他用庄重感人的词句写了一封信给国王曼努埃尔一世，为他的行为辩护，并要求将应归于他的爵位和赏金传给他的儿子。他的遗体被安葬在果阿的圣母教堂。葡萄牙国王后来确信他的忠诚，于是为过去的忘恩负义尽力偿还，将许多荣誉赐给他的私生子布拉斯·德·阿尔布克尔克(Brás de Albuquerque） （1500—1580）。1576年，后者将他父亲的作品出版了选集，标题为“Commentarios do Grande Affonso d'Alboquerque”。
他曾将一种名贵的芒果品种带到印度，并以他命名为阿方索芒果；今天在全世界出售。

## 延伸阅读
- Bandelier, Adolph Francis Alphonse. .  1. New York: Robert Appleton Company. 1907.
- Andaya, Barbara Watson; Andaya, Leonard Y. . Palgrave MacMillan. 1984. ISBN 978-0-312-38121-9.
- Bedini, Silvio. . Penguin Books. 1 January 1997. ISBN 978-1857542776.
- Bosworth, Clifford Edmund. . BRILL. 2007  [23 August 2011]. ISBN 978-90-04-15388-2. （原始内容存档于2013-09-10）.
- Butt, John J. . Greenwood. 2005. ISBN 978-0313327650.
- 本条目包含来自公有领域出版物的文本: Chisholm, Hugh (编). .  1 (第11版). London: Cambridge University Press: 516. 1911.
- Couto, Dejanirah; Loureiro, Rui. . Otto Harrassowitz Verlag. 2008. ISBN 978-3-447-05731-8.
- Clough, Cecil H. . 1994. ISBN 978-0-85323-229-2.
- Correia, Gaspar.  II. Typographia da Academia Real das Sciencias. 1860  [2021-09-11]. （原始内容存档于2022-05-31） （葡萄牙语）.
- Crowley, Roger. . Random House. 2015. ISBN 978-0-571-29090-1.
- Dalgado, Sebastião Rodolfo. . Buske Verlag. 1982. ISBN 978-3-87118-479-6.[]
- Diffie, Bailey Wallys; Winius, George Davison; Shafer, Boyd C. . University of Minnesota Press. 1977  [2021-09-11]. ISBN 978-0-8166-0782-2. （原始内容存档于2022-05-31）.
- Erickson, Andrew; Goldstein, Lyle J. . Naval Institute Press. 30 April 2012. ISBN 9781612511528.
- Gleason, Carrie. . Crabtree Publishing Company. 2007. ISBN 978-0778725299.
- Hespeler-Boultbee, John Jeremy.  1. CCB Publishing. 2006  [2021-09-11]. ISBN 978-0-9781162-1-7. （原始内容存档于2022-05-30）.
- Hespeler-Boultbee, John Jeremy.  2. CCB Publishing. 2011. ISBN 978-1-926585-99-4.
- Marques, António Henrique R. de Oliveira. . New York: Columbia University Press. 1976. ISBN 978-0-231-08353-9.
- Ooi, Keat Gin.  1. ABC-CLIO. 2004. ISBN 978-1576077702.
- McGregor, Andrew James. . Praeger Publishers. 2006. ISBN 978-0-275-98601-8.
- McKinnon, Rowan; Carillet, Jean-Bernard; Starnes, Dean. . 2008. ISBN 978-1-74104-580-2.
- Muchembled, Robert; Monter, William. . Cambridge University Press. 2007: 238. ISBN 978-0-521-84548-9.
- Newitt, Malyn D. D. . Routledge. 2005  [2021-09-11]. ISBN 978-0-415-23980-6. （原始内容存档于2022-05-30）.
- Ricklefs, Merle Calvin. . 2002. ISBN 978-0-8047-4480-5.
- Ricklefs, Merle Calvin.  2nd. London: MacMillan. 1991. ISBN 0-333-57689-6.
- Rogers, Francis Millet. . University of Minnesota Press. 1962. ISBN 978-0-8166-0275-9.
- Rottman, Gordon L. . Greenwood Press. 2002. ISBN 978-0-313-31395-0.
- Shastry, Bhagamandala Seetharama; Borges, Charles J. . 2000. ISBN 978-8170228486.
- De Souza, Teotónio R. . Concept Publishing Company. 1985  [2021-09-11]. ISBN 9788170220961. （原始内容存档于2022-05-31）.
- De Souza, Teotonio R. . Concept Publishing Company. 1990. ISBN 978-81-7022-226-2.
- Stephens, Henry Morse. . Rulers of India series. Asian Educational Services. 1897  [2021-09-11]. ISBN 978-81-206-1524-3. （原始内容存档于2021-09-11）.
- Stevens, John. . Oxford University. 1711. ISBN 978-0699168212.
- Subrahmanyam, Sanjay. . Cambridge University Press. 1998. ISBN 978-0521646291.
- Whitewayy, Richard Stephen. . 1995. ISBN 978-81-206-0500-8.